# Tauber
El río Tauber (pronunciación en alemán: /ˈtaʊ̯bɐ/ⓘ) nace cerca de Rot am See en Baden-Wurtemberg,  Alemania y desemboca en el Meno en Wertheim. Este río ha dado su nombre a Tauberfranken (Franconia del Tauber), la parte badense de Franconia.

## Etimología
Tauber parece ser derivado de una palabra celta. Se supone que viene de dubra (céltico para agua obscura) o de dubron (agua corriendo rápidamente).